# Furcula kurilensis
Furcula kurilensis är en fjärilsart som beskrevs av Matsumura 1929. Furcula kurilensis ingår i släktet Furcula och familjen tandspinnare. Inga underarter finns listade i Catalogue of Life.